# Land of the Pharaohs
Land of the Pharaohs is een Amerikaanse actiefilm uit 1955.

## Rolverdeling
| Acteur                  | Personage        |
| ----------------------- | ---------------- |
| Joan Collins            | Prinses Nellifer |
| Jack Hawkins            | Farao Khufu      |
| James Hayter            | Mikka            |
| Sydney Chaplin          | Treneh           |
| Dewey Martin            | Senta            |
| James Robertson Justice | Vashtar          |
| Kerima                  | Nailla           |
| Piero Giagnoni          | Xenon            |
| Alexis Minotis          | Hamar            |